# 和合石支線
和合石站及和合石支線是九廣鐵路在電氣化以前的一條支線及其終點站，以方便日常運送遺體及骸骨往和合石的火葬場及墳場，及於每年的清明節和重陽節運送前往當地掃墓的乘客。

## 歷史
隨着位於香港市區的政府墳場已經不敷應用，香港政府遂於1940年計劃在粉嶺和合石一帶興建墳場。根據當時的規劃，港島的棺柩將集中運送至筲箕灣至堅尼地城沿岸的四個擬建「永別亭」（Farewell Pavilions），並於每天早上九時以靈柩船（Hearse Barges）將棺柩運送至紅磡的中央「永別亭」（Central Farewell Pavilion），再以鐵路運送至和合石墳場進行安葬。鐵路工程於1941年展開，但整個計劃不久便因日軍侵略而被迫中止。至工程停工時，整體路線大致已完工，惟和合石站的站體尚未動工。
1949年，香港政府收回西貢坳墳場，並要求在限期內將墓葬遷往新界的和合石墳場。為了方便搬遷工作，政府決定恢復戰前已經啟動，但因日軍侵略而中斷的和合石至粉嶺鐵路工程。同時，九廣鐵路局亦立即裝備運棺專用的車卡，以便將靈柩從九龍市區運送至和合石墳場。
1950年9月11日，政府宣布和合石支線正式啟用。同日，和合石墳場及羅湖山（即沙嶺墳場）接收了首批需要乘坐鐵路運送的棺柩。搭乘鐵路前往和合石墳場的單程車費約為2元，來回則需支付4至5元不等。
為應付日益增加的需求，工務局於北角油街興建了一座「永別亭」，用以集中安置棺柩，並以船隻將棺柩運送至紅磡，再經鐵路送往和合石，這一安排與戰前的規劃不謀而合。
九廣鐵路同時開設了棺柩運送服務，將棺柩由九龍運往和合石。首具棺柩的運送費用為150元，其後每具則收取100元。這一系列舉措有效解決了當時市區墓地不足的問題，並配合了新界墳場的使用需求。
及後，和合石墳場成為香港其中一個大型墳場，每逢掃墓節日，都有大批孝子賢孫前往掃墓。為應付節日期間的大量人流，九廣鐵路每年在這些節日時段加開10至13班列車，往返九龍總站或油麻地站與和合石站或羅湖沙嶺墳場。此外，九鐵亦特別安排接駁巴士服務，往返粉嶺與和合石墳場，方便市民前往祭祖。
1966年，由於和合石車站仍然保留低月台設計，而且月台太短，以致掃墓時人數太多造成擁擠，九廣鐵路局對和合石火車站月台進行改善工程，加長並加高月台。
1977年，由於地鐵九龍灣車廠尚未落成，九廣鐵路亦將和合石支線借予地鐵用作訓練車長的專用路段，臨時解決了地鐵培訓設施不足的問題。

### 停用及拆卸
隨着棺木的運送逐漸由靈車取代，九鐵於1968年底結束靈柩運送服務，該線改為每年在清明節和重陽節接載掃墓人士。由於粉嶺發展為新市鎮，和合石支線成為開闢粉嶺新市鎮用地的障礙，九廣鐵路（英段）於1978年展開電氣化工程，但和合石支線並沒有獲安排設置電纜及提升設施，支線在1983年4月10日清明節過後停止運作，之後路軌被拆除，而和合石站也被拆卸。
由於需要配合粉嶺新市鎮的發展，支線行經的區域聯同和合石村原址，在支線取消後已交給政府重新規劃，昔日的和合石支線已不復見，而路線所在的粉嶺南部區域，已發展為華心邨、景盛苑、花都廣場及牽晴間等住宅項目。

## 路線及運作
本支線與主線的分歧點當時設在粉嶺站東南、大埔公路粉嶺段平交道以西。現時東鐵綫北行近馬會道及百和路交界天橋旁，一個紅色大鐵閘維修入口便約為當時的支線起點。列車由大埔墟站北行至分歧點，由主線向西南分支，隨後轉向南前進，繞過和合石村外圍，途中穿越現時的牽晴間及和興體育館等區域，直至銘賢路旁的和合石站止。和合石站的位置，約為現時銘賢路巴士總站（只於清明重陽節時使用）。當時九廣鐵路為該線配置了專門運送靈柩的密斗車廂（即「棺斗」），每卡可載八至十副棺木，每天早上八時開出，把棺木由九龍公眾殮房運往和合石墳場安葬。因為全線都沒有電氣化，所以車卡是由柴油機車拉動。
和合石支線僅建有連接大埔墟站方向的路軌，而沒有設置連接粉嶺站方向的路軌，因此列車到達和合石站後，只能循原路返回往大埔墟站的南行主線，並不能開到往粉嶺站方向的北行主線；由粉嶺站開出的南行列車，只能前往大埔墟站，亦不能駛入本支線往和合石站。

## 外部連結
- 從高空拍攝和合石支線之圖片（页面存档备份，存于）
- 和合石站周圍環境之圖片（页面存档备份，存于）
- 和合石支線英文介紹（页面存档备份，存于）